# مدرسه بین المللی فروبل
مدرسه بین المللی فروبل کانالی از مدرسه های خصوصی در پاکستان می باشد.  مدرسه بین المللی فروبل به عنوان مدرسه برگزیده های پاکستان به شمار می رود . 

## تاریخ
در سپتامبر ۲۰۱۳، دانش آموزی از مدرسه بین المللی فروبل در اسلام آباد با کسب ۴۷ نمره ای در امتحان های سطح او و ای رکورد جهانی را مغلوب خودش کرد. 

## شاخه ها
- شاخه اف-۷ مدرسه بین المللی فروبل می باشد. [۴]